# Oorvi

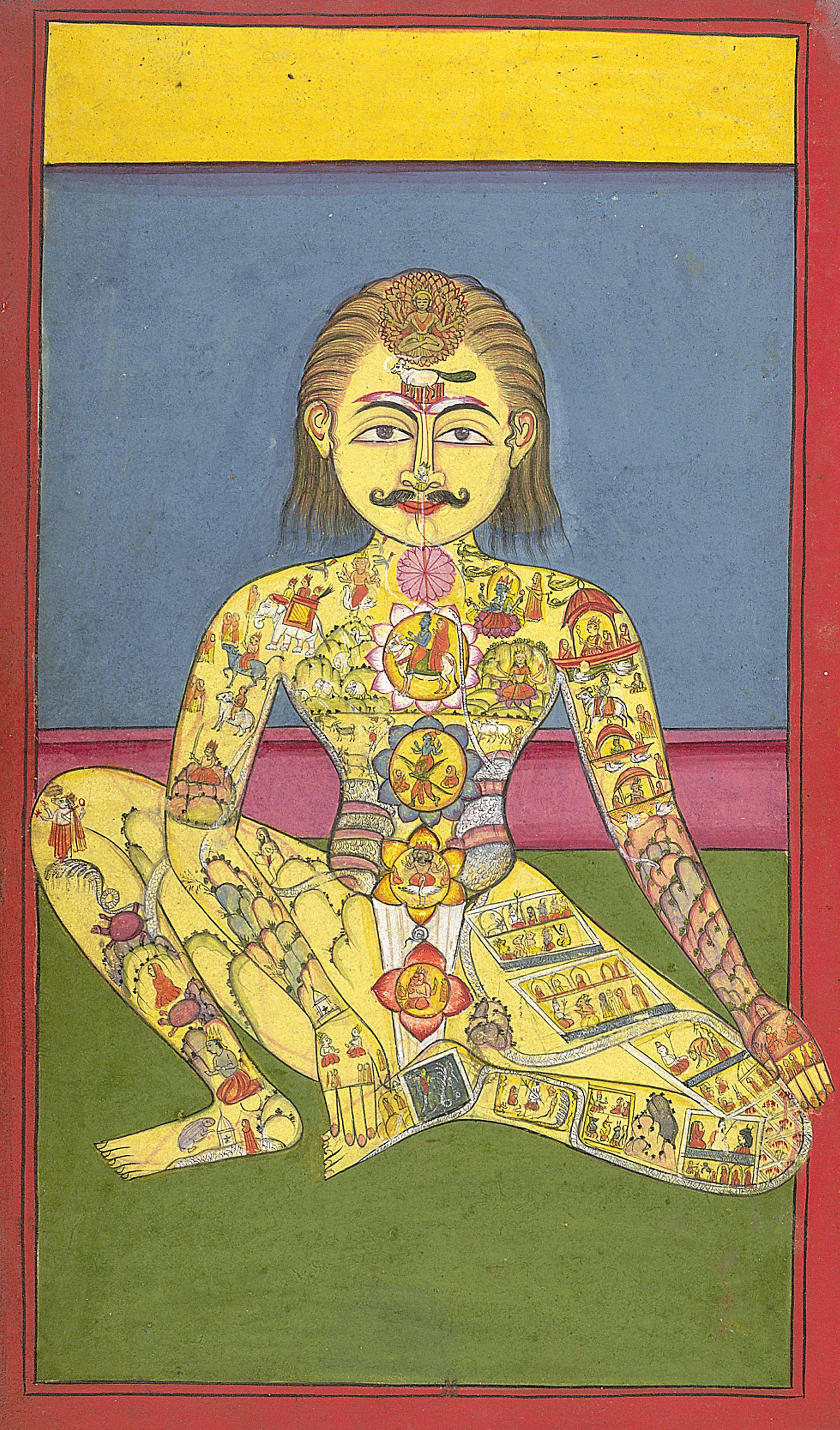
oude Tibetaanse kaart met de 7 Chakra's en de belangrijkste marmapunten

Oorvi (Oorvi-punt) is een marmapunt gelegen op de armen. Marmapunten worden in Oosterse filosofieën gebruikt bij massage, yoga, reflexologie en reiki. Men gelooft dat een marmapunt op een nadi ligt en zo een uitwerking kan hebben op een bepaald lichaamsdeel, proces of emotie
| Oorvi   |                                                                                                  |
| ------- | ------------------------------------------------------------------------------------------------ |
| Positie | Oorvi is gelegen op de achterzijde van de bovenarm, halverwege tussen de schouder en de elleboog |
| Functie | dit punt heeft invloed op de stroomsnelheid van het bloed.                                       |

## Overige marmapunten
Naar schatting zijn er 62.000 marmapunten in het lichaam. De belangrijkste 52 zijn: